# Język isan
Język isan – język z grupy języków tajskich, używany przez około 15 mln osób w tajlandzkim regionie Isan. Nazywany również północno-wschodnim językiem tajskim. Blisko spokrewniony z centralnym językiem tajskim oraz laotańskim. Funkcjonuje niemal wyłącznie jako język mówiony.